# Regering-Barre III
De regering–Barre III (Frans: Gouvernement Raymond Barre III) was de regering van de Franse Republiek van 5 april 1978 tot 21 mei 1981. Na de parlementsverkiezingen van maart 1978 verloren de regeringspartijen 16 zetels in de Nationale Vergadering, maar behielden toch een ruime meerderheid. De nieuwe regering-Barre verschilde maar weinig van de vorige. De regering kreeg op 20 april het vertrouwen van het parlement.
| Ambtsbekleder                        | Ambtsbekleder        | Ambtsbekleder                     | Functie(s)                             | Ambtstermijn     | Ambtstermijn     | Partij(en) |
| ------------------------------------ | -------------------- | --------------------------------- | -------------------------------------- | ---------------- | ---------------- | ---------- |
|                                      | Raymond Barre        | Raymond Barre (1924–2007)         | Premier                                | 26 augustus 1976 | 21 mei 1981      | UDF        |
|                                      | Christian Bonnet     | Christian Bonnet (1921–2020)      | Minister van Binnenlandse Zaken        | 30 maart 1977    | 21 mei 1981      | UDF (PR)   |
|                                      | Raymond Barre        | Louis de Guiringaud (1911–1982)   | Minister van Buitenlandse Zaken        | 26 augustus 1976 | 29 november 1978 | DVD        |
|                                      | Jean François-Poncet | Jean François- Poncet (1928–2012) | Minister van Buitenlandse Zaken        | 29 november 1978 | 21 mei 1981      | UDF        |
|                                      | René Monory          | René Monory (1923–2009)           | Minister van Financiën                 | 5 april 1978     | 21 mei 1981      | UDF (CDS)  |
| Minister van Economische Zaken       | René Monory          | René Monory (1923–2009)           |                                        | 5 april 1978     | 21 mei 1981      | UDF (CDS)  |
|                                      | Yvon Bourges         | Yvon Bourges (1921–2009)          | Minister van Defensie                  | 30 januari 1975  | 1 oktober 1980   | RPR        |
|                                      |                      | Joël Le Theule (1930–1980)        | Minister van Defensie                  | 1 oktober 1980   | 14 december 1980 | RPR        |
|                                      |                      | Robert Galley (1921–2012)         | Minister van Defensie                  | 22 december 1980 | 21 mei 1981      | RPR        |
| Minister voor Samenwerking           | 26 augustus 1976     | Robert Galley (1921–2012)         |                                        |                  | 21 mei 1981      | RPR        |
|                                      | Alain Peyrefitte     | Alain Peyrefitte (1925–1999)      | Minister van Justitie                  | 30 maart 1977    | 21 mei 1981      | RPR        |
| Zegelbewaarder                       | Alain Peyrefitte     | Alain Peyrefitte (1925–1999)      |                                        | 30 maart 1977    | 21 mei 1981      | RPR        |
|                                      | Jean-François Deniau | Jean-François Deniau (1928–2007)  | Minister van Buitenlandse Handel       | 5 april 1978     | 1 oktober 1980   | UDF (PR)   |
|                                      | Michel Cointat       | Michel Cointat (1921–2013)        | Minister van Buitenlandse Handel       | 1 oktober 1980   | 21 mei 1981      | UDF (CDS)  |
|                                      | Simone Veil          | Simone Veil (1927–2017)           | Minister van Volksgezondheid           | 27 mei 1974      | 4 juli 1979      | DVD        |
| Minister van Sociale Zaken           | Simone Veil          | Simone Veil (1927–2017)           | 30 maart 1977                          |                  | 4 juli 1979      | DVD        |
| Minister van Gezin                   | Simone Veil          | Simone Veil (1927–2017)           | 5 april 1978                           |                  | 4 juli 1979      | DVD        |
|                                      | Jacques Barrot       | Jacques Barrot (1937)             | Minister van Volksgezondheid           | 4 juli 1979      | 21 mei 1981      | UDF (CDS)  |
| Minister van Sociale Zaken           | Jacques Barrot       | Jacques Barrot (1937)             |                                        | 4 juli 1979      | 21 mei 1981      | UDF (CDS)  |
| Minister van Gezin                   | Jacques Barrot       | Jacques Barrot (1937)             |                                        | 4 juli 1979      | 21 mei 1981      | UDF (CDS)  |
|                                      | Robert Boulin        | Robert Boulin (1920–1979)         | Minister van Arbeid en Werkgelegenheid | 5 april 1978     | 30 oktober 1979  | RPR        |
|                                      |                      | Jean Mattéoli (1922–2008)         | Minister van Arbeid en Werkgelegenheid | 1 november 1979  | 21 mei 1981      | RPR        |
|                                      |                      | Christian Beullac (1923–1986)     | Minister van Onderwijs                 | 5 april 1978     | 21 mei 1981      | DVD        |
|                                      |                      | Alice Saunier- Seïté (1925–2003)  | Minister van Hoger Onderwijs           | 5 april 1978     | 21 mei 1981      | UDF (PR)   |
|                                      |                      | Joël Le Theule (1930–1980)        | Minister van Transport                 | 5 april 1978     | 1 oktober 1980   | RPR        |
|                                      | Daniel Hoeffel       | Daniel Hoeffel (1929)             | Minister van Transport                 | 1 oktober 1980   | 21 mei 1981      | RPR        |
|                                      | Pierre Méhaignerie   | Pierre Méhaignerie (1939)         | Minister van Landbouw en Visserij      | 30 maart 1977    | 21 mei 1981      | UDF (CDS)  |
|                                      | Alain Madelin        | Michel d'Ornano (1924–1991)       | Minister van Milieu                    | 30 maart 1977    | 21 mei 1981      | UDF (PR)   |
| Minister van Cultuur en Communicatie | Alain Madelin        | Michel d'Ornano (1924–1991)       | 4 maart 1981                           |                  | 21 mei 1981      | UDF (PR)   |
| Minister van Cultuur en Communicatie |                      |                                   | Jean-Philippe Lecat (1935–2011)        | 5 april 1978     | 4 maart 1981     | RPR        |
|                                      | Jean-Pierre Soisson  | Jean-Pierre Soisson (1934)        | Minister van Jeugd en Sport            | 5 april 1978     | 21 mei 1981      | UDF (PR)   |
|                                      | Maurice Papon        | Maurice Papon (1910–2007)         | Minister voor Begrotingszaken          | 5 april 1978     | 21 mei 1981      | RPR        |
|                                      | André Giraud         | André Giraud (1925–1997)          | Minister voor Industriële Zaken        | 5 april 1978     | 21 mei 1981      | UDF (PR)   |
|                                      | Jacques Barrot       | Jacques Barrot (1937)             | Minister voor Midden- en Kleinbedrijf  | 5 april 1978     | 4 juli 1979      | UDF (CDS)  |
| Minister voor Beroepsopleiding       | Jacques Barrot       | Jacques Barrot (1937)             |                                        | 5 april 1978     | 4 juli 1979      | UDF (CDS)  |
|                                      | Maurice Charretier   | Maurice Charretier (1926–1987)    | Minister voor Midden- en Kleinbedrijf  | 4 juli 1979      | 21 mei 1981      | UDF        |
| Minister voor Beroepsopleiding       | Maurice Charretier   | Maurice Charretier (1926–1987)    |                                        | 4 juli 1979      | 21 mei 1981      | UDF        |